# Dân tộc thiểu số ở Ba Lan
Dân tộc thiểu số nghĩa là một nhóm không đồng nhất mình với một quốc gia khác (ngày nay) trong khi đang sống trong lãnh thổ Ba Lan. Ngoại tộc thiểu số ở Ba Lan - các cộng đồng sống ở Ba Lan tự nhận mình là người dân quốc gia khác ngoài Ba Lan.
Theo Đạo luật ngày 6 tháng 1 năm 2005 về Dân tộc, Dân tộc thiểu số và Ngôn ngữ khu vực , các nhóm thiểu số này được phân tách dựa trên tổng số 6 tiêu chí. Các nhóm này có quy mô đặc biệt nhỏ, có tổ tiên cư trú trên lãnh thổ Cộng hòa Ba Lan ít nhất 100 năm. Định nghĩa này cũng đưa ra một tiêu chí để phân biệt một nhóm dân tộc thiểu số với một nhóm ngoại tộc thiểu số.
Ngoại tộc thiểu số và dân tộc thiểu số ở Ba Lan chiếm một vài phần trăm dân số của đất nước.

## Đạo luật
Theo điều 2 đoạn 2 của Đạo luật Ngoại tộc thiểu số và dân tộc thiểu số ở Ba Lan, những nhóm được coi là Ngoại tộc thiểu số khi bao gồm trong các nhóm thiểu số sau: Bêlarut, Séc, Litva, Đức, Armenia, Nga, Slovak, Ukraina và Do Thái. Theo điều 2 đoạn 4 của Đạo luật, các nhóm thiểu số được công nhận là dân tộc thiểu số khi bao gồm trong các nhóm sau: Karaim, Lemko, Roma và Tatar. Ngoài ra, điều 19 đoạn 2 định nghĩa ngôn ngữ Kashub là ngôn ngữ khu vực.
Kết quả của cuộc tổng điều tra nên được phân biệt với các quy định trong luật. Lý do là trong bảng điều tra dân số, những người phỏng vấn được đánh dấu câu trả lời cho câu hỏi về quốc tịch theo ý riêng của họ. Liên quan đến vấn đề trên, những người được hỏi có nguy cơ chỉ ra các quốc tịch hư cấu cũng như tự nhận mình có quốc tịch hoặc nhóm dân tộc không đáp ứng các tiêu chí nhóm thiểu số theo nghĩa của Đạo luật. Vì vậy, các nhóm thiểu số không được liệt kê trong Đạo luật có thể xuất hiện trong danh sách kết quả của cuộc điều tra dân số. Ngoài ra, điều tra dân số thực sự còn tính đến cả nơi thường trú thực tế ở Ba Lan, bất kể quốc tịch là người quốc gia nào. Tuy nhiên, nhóm thiểu số theo nghĩa của Đạo luật, chỉ bao gồm những người có quốc tịch Ba Lan.

## Tổng điều tra các nhóm dân tộc riêng lẻ

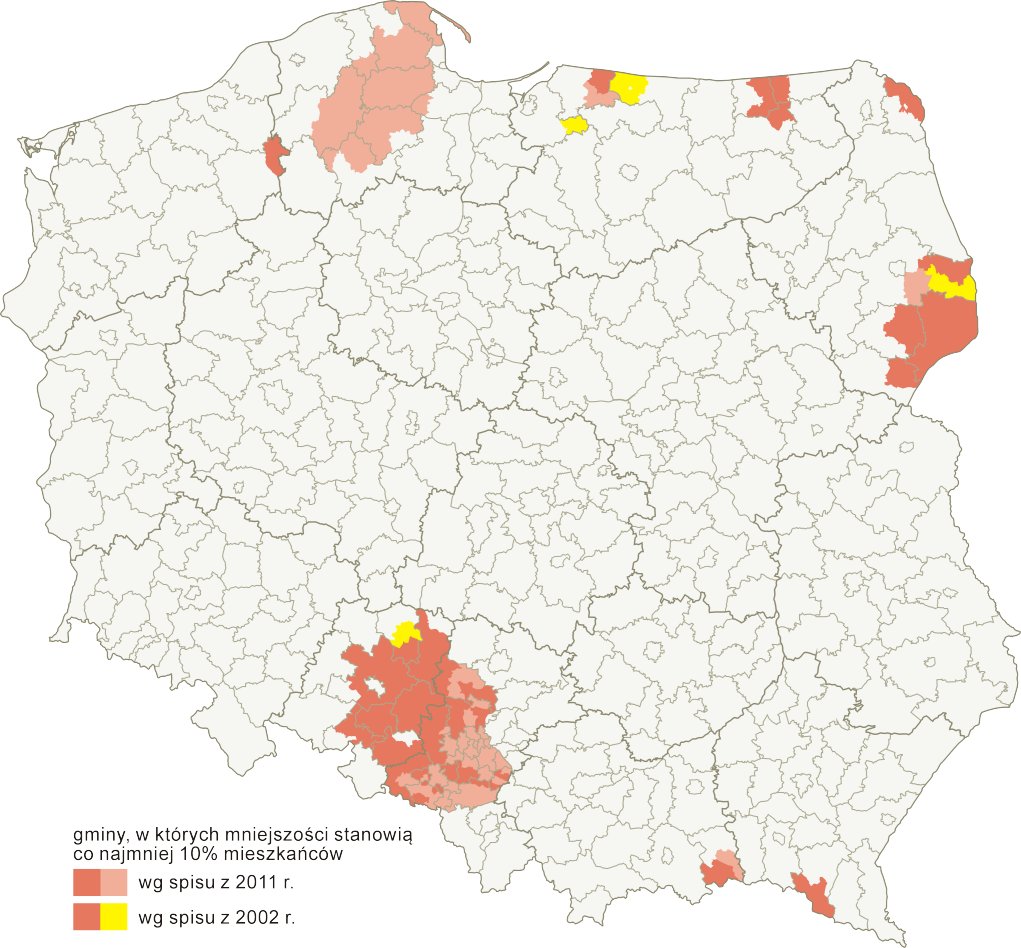
Các thành phố ở Ba Lan nơi có ít nhất 10% cư dân tuyên bố không có quốc tịch Ba Lan (so sánh dữ liệu từ cuộc điều tra dân số năm 2011 và từ năm 2002)

Quốc tịch, trong các cuộc điều tra ở Ba Lan, đã được kiểm tra năm lần: năm 1921, 1931 (quốc tịch được xác định gián tiếp trên cơ sở tôn giáo và tiếng mẹ đẻ), năm 1946 (điều tra dân số), 2002 và 2011.

### Tổng điều tra dân số năm 2002
Trong Tổng điều tra quốc gia năm 2002, hơn 96% số người được hỏi tuyên bố họ có quốc tịch Ba Lan, 1,23% (471,5 nghìn người) - thuộc một quốc tịch khác, trong khi 2,03% dân số (774,9 nghìn người) không nêu rõ quốc tịch của họ. Tuy nhiên, đã có những cáo buộc về việc nhấn mạnh số người tuyên bố quốc tịch khác với Ba Lan . Việc kiểm kê năm 2002 được thực hiện trong khi không có căn cứ hay luật định nào để xác định người Ngoại tộc thiểu số hay Dân tộc thiểu số.
Bảng dưới đây gồm hơn 1000 người thuộc nhóm thiểu số (theo dữ liệu điều tra dân số từ năm 2002 ), bao gồm cả dữ liệu chi tiết  cho mục đích khảo sát của Wikipedia. Dữ liệu đề cập đến tất cả những người sống ở Ba Lan tính đến năm 2002. Các nhóm thiểu số được công nhận ở Ba Lan (được liệt kê trong Đạo luật) đã được in đậm. 
| STT | Nhóm       | Số người | Tỉnh (2002)                                                            | Xem thêm                |
| --- | ---------- | -------- | ---------------------------------------------------------------------- | ----------------------- |
| 1   | Silesians  | 173,153  | Silesian (86%), Opole (14%)                                            | Người Silesians         |
| 2   | Đức        | 152 897  | Opole (70%), Silesia (21%)                                             | Người Đức ở Ba Lan      |
| 3   | Belarus    | 48 737   | Podlasie (95%)                                                         | Người Bêlarut ở Ba Lan  |
| 4   | Ukraina    | 30.957   | warmińsko-mazurskie (39%), zachodniopomorskie(13%), podkarpackie (11%) | Người Ukraina ở Ba Lan  |
| 5   | Roma       | 12.855   | małopolskie (13%), dolnośląskie (10%), Masovian(10%)                   | Người Roma ở Ba Lan     |
| 6   | Nga        | 6103     | mazowieckie (22%), dolnośląskie (11%), podlaskie(11%)                  | Người Nga ở Ba Lan      |
| 7   | Lemko      | 5863     | dolnośląskie (53%), małopolskie (27%), lubuskie(13%),                  | Người Lemkos ở Ba Lan   |
| 8   | Lithuania  | 5846     | Podlasie (88%)                                                         | Người Litva ở Ba Lan    |
| 9   | Kashubians | 5062     | Pomeranian (98%)                                                       |                         |
| 10  | Slovak     | 2001     | małopolskie (81%)                                                      | Người Slovak tại Ba Lan |
| 11  | Việt       | 1808     | Masovia (60%)                                                          | Người Việt ở Ba Lan     |
| 12  | Pháp       | 1633     | mazowieckie (30%), śląskie (12%), dolnośląskie(12%)                    | Người Pháp ở Ba Lan     |
| 13  | Mỹ         | 1541     | Masovian (24%), małopolskie (16%)                                      | Người Mỹ ở Ba Lan       |
| 14  | Hy Lạp     | 1404     | dolnośląskie (38%), zachodniopomorskie (12%)                           | Người Hy Lạp ở Ba Lan   |
| 15  | Ý          | 1367     | Masovian (23%), małopolskie (10%)                                      | Người Ý ở Ba Lan        |
| 16  | Do Thái    | 1133     | mazowieckie (38%), dolnośląskie (18%), opolskie(1%)                    | Người Do Thái ở Ba Lan  |
| 17  | Bulgaria   | 1112     | mazowieckie (35%), śląskie (10%), opolskie (1%)                        | Người Bulgaria ở Ba Lan |
| 18  | Armenia    | 1082     | Masovia (24%)                                                          | Người Armenia ở Ba Lan  |

### Tổng điều tra dân số năm 2011
Trong Tổng điều tra quốc gia năm 2011, 97,09% số người được hỏi đã tuyên bố có quốc tịch Ba Lan (bao gồm cả những người tuyên bố quốc tịch khác). 871,5 nghìn người (2,26%) được tuyên bố có hai quốc tịch - Ba Lan và một quốc tịch không phải Ba Lan, bao gồm 788.000 người (2,05%)  có Ba Lan là quốc tịch đầu tiên, và 83 nghìn người (0,22%) có Ba Lan là quốc tịch thứ hai. 596 nghìn người (1,55%) tuyên bố không có quốc tịch Ba Lan, trong đó 46 nghìn người (0,12%) được tuyên bố có hai quốc tịch (không quốc tịch nào là Ba Lan ).
Bảng dưới đây liệt kê các nhóm thiểu số theo dữ liệu điều tra dân số từ năm 2011 (cả những người khai báo quốc tịch không phải là người Ba Lan, cũng như những người tuyên bố có một quốc tịch Ba Lan và một quốc tịch không phải Ba Lan) . Dữ liệu đề cập đến tất cả những cư dân sống ở Ba Lan, chứ không chỉ riêng những người có quốc tịch Ba Lan, và không bao gồm người nước ngoài sống ở Ba Lan. Các nhóm thiểu số được công nhận ở Ba Lan (được liệt kê trong Đạo luật) đã được in đậm. 
| STT | Nhóm              | Số người | Số người                                   | Số người                     | Số người                    | Số người                  |
| STT | Nhóm              | Tổng số  | Ba Lan là quốc tịch đầu tiên (và duy nhất) | Ba Lan là quốc tịch duy nhất | Ba Lan là quốc tịch thứ hai | Cùng với quốc tịch Ba Lan |
| --- | ----------------- | -------- | ------------------------------------------ | ---------------------------- | --------------------------- | ------------------------- |
| 1   | Silesians         | 846.719  | 435.750                                    | 375.635                      | 410.969                     | 430.798                   |
| 2   | Kashubians        | 232.547  | 17.746                                     | 16.377                       | 214.801                     | 215.784                   |
| 3   | Đức               | 147.814  | 74.464                                     | 44.549                       | 73.350                      | 63.847                    |
| 4   | Ukraina           | 51.001   | 38.387                                     | 27.630                       | 12.613                      | 20.797                    |
| 5   | Belarus           | 46.787   | 36.399                                     | 30.195                       | 10.388                      | 15.562                    |
| 6   | Roma              | 17.049   | 12560                                      | 9899                         | 4489                        | 7036                      |
| 7   | Nga               | 13.046   | 8203                                       | 5176                         | 4842                        | 7119                      |
| 8   | Mỹ                | 11838    | 1239                                       | 813                          | 10600                       | 10811                     |
| 9   | Lemko             | 10.531   | 7086                                       | 5612                         | 3445                        | 3621                      |
| 10  | Anh               | 10.495   | 1560                                       | 1193                         | 8935                        | 9132                      |
| 11  | Ý                 | 8641     | 1690                                       | 912                          | 6951                        | 7548                      |
| 12  | Pháp              | 7999     | 1506                                       | 1094                         | 6439                        | 6754                      |
| 13  | Lithuania         | 7863     | 5599                                       | 4830                         | 2264                        | 2961                      |
| 14  | Do Thái           | 7508     | 2488                                       | 1636                         | 5020                        | 5355                      |
| 15  | Việt Nam          | 4027     | 3585                                       | 2910                         | 442                         | 1095                      |
| 16  | Tây Ban Nha       | 3967     | 496                                        | 403                          | 3472                        | 3432                      |
| 17  | Hà Lan            | 3927     | 860                                        | 520                          | 3067                        | 3326                      |
| 18  | Armenia           | 3623     | 2971                                       | 2031                         | 652                         | 1524                      |
| 19  | Hy Lạp            | 3600     | 1083                                       | 657                          | 2517                        | 2858                      |
| 20  | Séc               | 3447     | 1307                                       | 969                          | 2139                        | 2176                      |
| 21  | Slovak            | 3240     | 2294                                       | 1889                         | 947                         | 1114                      |
| 22  | Kociewiacy        | 3065     | 19                                         | 9                            | 3046                        | 3053                      |
| 23  | Canada            | 2991     | 297                                        | 97                           | 2694                        | 2824                      |
| 24  | Đồng bào vùng cao | 2935     | 96                                         | 96                           | 2839                        | 2824                      |
| 25  | Bulgaria          | 2171     | 1237                                       | 885                          | 934                         | 1224                      |
| 26  | Ailen             | 2131     | 301                                        | 217                          | 1830                        | 1861                      |
| 27  | Tatars            | 1916     | 1000                                       | 665                          | 916                         | 1112                      |
| 28  | Thụy Điển         | 1909     | 325                                        | 214                          | 1584                        | 1633                      |
| 29  | Hungary           | 1728     | 710                                        | 413                          | 1018                        | 1213                      |
| 30  | Áo                | 1708     | 327                                        | 199                          | 1381                        | 1413                      |
| 31  | Úc                | 1595     | 176                                        | 82                           | 1419                        | 1471                      |
| 32  | Trung Quốc        | 1539     | 1082                                       | 989                          | 457                         | 497                       |
| 33  | Wielkopolska      | 1515     | 468                                        | 380                          | 1047                        | 1109                      |
| 34  | Na Uy             | 1489     | 225                                        | 151                          | 1264                        | 1307                      |
| 35  | Nhật Bản          | 1460     | 337                                        | 341                          | 1087                        | 1057                      |
| 36  | Masurians         | 1376     | 252                                        | 149                          | 1125                        | 1027                      |
| 37  | Hindu             | 1357     | 831                                        | 702                          | 525                         | 627                       |
| 38  | Ả Rập             | 1328     | 587                                        | 372                          | 741                         | 851                       |
| 39  | Bỉ                | 1191     | 218                                        | 118                          | 973                         | 1039                      |
| 40  | Thổ Nhĩ Kỳ        | 1162     | 725                                        | 542                          | 437                         | 554                       |